# Charles-Jérôme de Cisternay du Fay
Charles-Jérôme de Cisternay du Fay est un homme de guerre et bibliophile français né à Paris le 2 juillet 1662 et mort le 24 juillet 1723.

## Biographie
La famille de Cisternay, seigneur du Fay, originaire de Touraine, s'illustre dans le métier des armes depuis le XVe siècle. Charles de Cisternay, sr du Fay, est capitaine des gardes du prince de Conti - il y fréquente le frère de son épouse Catherine, Jean Duret, sr de Montchenin et de Villejuif et leur demi-frère, Henry Duret, sr de Chevaigne. Ces personnes font partie de l'entourage de Cyrano de Bergerac. Catherine Duret et Charles de Cisternay ont donc Charles-Jérôme le 2 juillet 1662. Il étudie au collège de Clermont. Il se passionne pour les lettres mais entame une carrière militaire : il devient lieutenant aux gardes françaises.
En 1695, il perd une jambe lors du bombardement de Bruxelles, mais y obtient l'ordre de Saint-Louis. Il se retire en 1705 avec le grade de capitaine, et se consacre à sa bibliothèque, qu'il ouvre largement à ses amis.
Il a épousé Élisabeth Landais, et en a eu un fils, Charles-François de Cisternay du Fay (1698-1739), chimiste, intendant du Jardin du roi et membre de l'Académie royale des sciences.  
Atteint de paralysie, il meurt le 24 juillet 1723.

## Le bibliophile
La bibliothèque de Cisternay du Fay est vendue aux enchères en 1725. Elle comprend 4414 numéros, soit environ 6500 volumes, qui sont répertoriés dans un catalogue de plus de 500 pages intitulé Bibliotheca Fayana, seu catalogus librorum bibliothecæ ill. viri d. Car. Hieronymi de Cisternay du Fay, gallicanæ cohortis prætorianorum militum centurionis, Paris, Gabriel Martin, 1725 ; avec une préface d'un de ses amis savants et amateurs de livres, l'abbé Michel Brochard, professeur au collège Mazarin.
Contrairement aux habitudes et aux recommandations de Gabriel Naudé, sa bibliothèque n'était pas une bibliothèque savante : Cisternay collectionnait essentiellement des livres anciens, pour leur caractère rare ou curieux et en accordant un soin particulier au choix et au luxe des exemplaires.
La vente fut donc l'occasion d'une polémique sur ce qui constituait une collection de valeur et marque le passage du modèle de bibliothèque savante à celui de bibliothèque curieuse. Le comte d'Hoym était admiratif de cette bibliothèque, dont il souhaitait dès 1723 qu'elle fût achetée en bloc par le roi de Pologne, et fut l'un des principaux enchérisseurs de la vente.